# Trovu
Trovu (vorher: Serchilo, FindFind.it) ist eine kollaborativ erstellte Metasuchmaschine, deren Nutzer über definierte Kommandos verschiedene Suchdienste nutzen können. Mit einem GitHub-Konto können Nutzer auch persönliche Kommandos erstellen. Die Kommandos stehen unter der Unlicense, der Quellcode ist frei verfügbar unter der Affero GPL.

## Geschichte
Trovu.net wurde 2005 unter dem Namen Serchilo gegründet von Georg Jähnig, benannt nach dem Esperanto-Wort für Suchwerkzeug.
Die Ursprungsversion nutzte MediaWiki als Grundlage für die Verwaltung der Kommandos. 2007 kam die Möglichkeit hinzu, sich als Nutzer zu registrieren und eigene Kommandos zu erstellen.
Ab 2007 erreichte Serchilo Popularität in verschiedenen Medien, darunter Netzpolitik.org und Basic thinking, sowie in der Zeitschrift c’t und der österreichischen Kronen Zeitung. Auch das britische Technologie-Blog MakeUseOf berichtete in einem Artikel.
2013 wurde die Seite neu auf Drupal umgesetzt, erfuhr ein Redesign und die Integrationsmöglichkeiten wurden auf Apple Safari und Mozilla Firefox Mobile erweitert.
2015 wurde der Quellcode unter der Affero GPL veröffentlicht, die Seite mobil-optimiert neu designt und in den leichter merkbaren Namen FindFind.it umbenannt.
2024 erfolgte eine Umstellung auf eine vollständig clientseitige Anwendung, die die Privatsphäre erhöhte, da die Suchanfragen der Nutzer nur noch lokal und nicht serverseitig verarbeitet werden. Der Dienst wurde in Trovu umbenannt (Esperanto für „Finde“).

## Funktionen

### Beispiele
| Eingabe            | Ergebnis                                                        |
| ------------------ | --------------------------------------------------------------- |
| db berlin, hamburg | Suche nach der nächsten Bahn-Verbindung von Berlin nach Hamburg |
| tel meier, dresden | Suche im Telefonbuch nach Personen namens Meier in Dresden      |
| en tree            | Nachschlagen des Wortes tree im Englisch-Wörterbuch             |

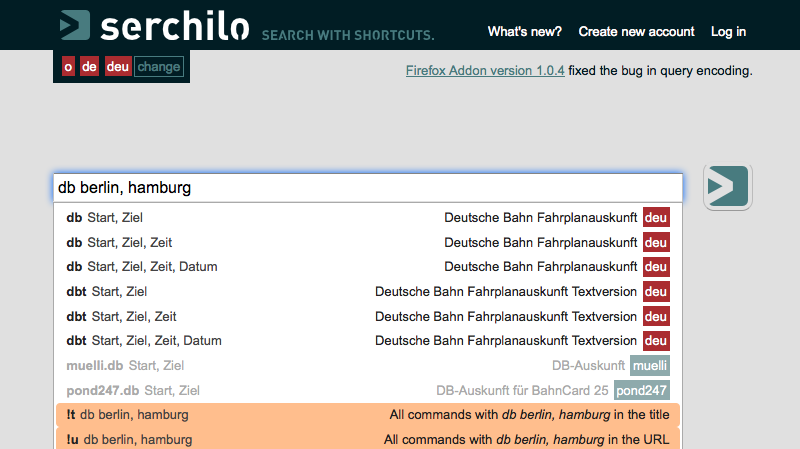
Anzeige zur Eingabe passender Kommandos mittels Autovervollständigung

Die Möglichkeit, mit selbst definierten Schlüsselwörtern verschiedene Suchmaschinen ansteuern zu können, boten bereits die Webbrowser Opera und Mozilla Firefox in ihren frühen Versionen an. Indem Trovu als Webdienst diese Kommandos online speichert, wird
- die Einrichtung auf verschiedenen Endgeräten erleichtert: Es genügt, die Befehle nur einmal einzutragen, um sie dann auf verschiedenen Umgebungen zu nutzen.
- der Wartungsaufwand verringert: Ändert sich die URL eines Webdienstes, genügt die Aktualisierung durch einen Nutzer, und alle anderen profitieren davon.

Die Nutzung selten benutzter Kommandos wird zudem durch Autovervollständigung erleichtert: Dabei werden alle zur Eingabe passenden Kommandos angezeigt.
Im Unterschied zu ähnlichen Diensten (wie z. B. den Bangs bei DuckDuckGo), erlauben Trovu-Kommandos den Aufruf mit mehr als einem Argument, dadurch werden Befehle wie z. B. zur Suche nach Bahn-Verbindungen möglich. Des Weiteren werden Kommandos durch Namensräume nach Sprachen und Ländern aufgeteilt, dadurch wird z. B. die Suche in verschiedenen Wikipedias erleichtert.